# La Provence (Schiff)
Die La Provence war ein 1906 in Dienst gestellter Transatlantik-Passagierdampfer der französischen Reederei Compagnie Générale Transatlantique (CGT). Sie war mit einer Vermessung von 13.753 BRT das bis dahin größte Schiff der CGT und bis 1912 das größte zivile Schiff unter französischer Flagge. Ab 1914 diente sie unter der Bezeichnung Provence II als Truppentransporter im Mittelmeer, bis sie am 26. Februar 1916 vor Kap Matapan an der Südspitze der griechischen Halbinsel Peloponnes von dem deutschen U-Boot U 35 versenkt wurde. Dabei kamen etwa 1000 französische Soldaten und Seeleute ums Leben.

## Passagierschiff

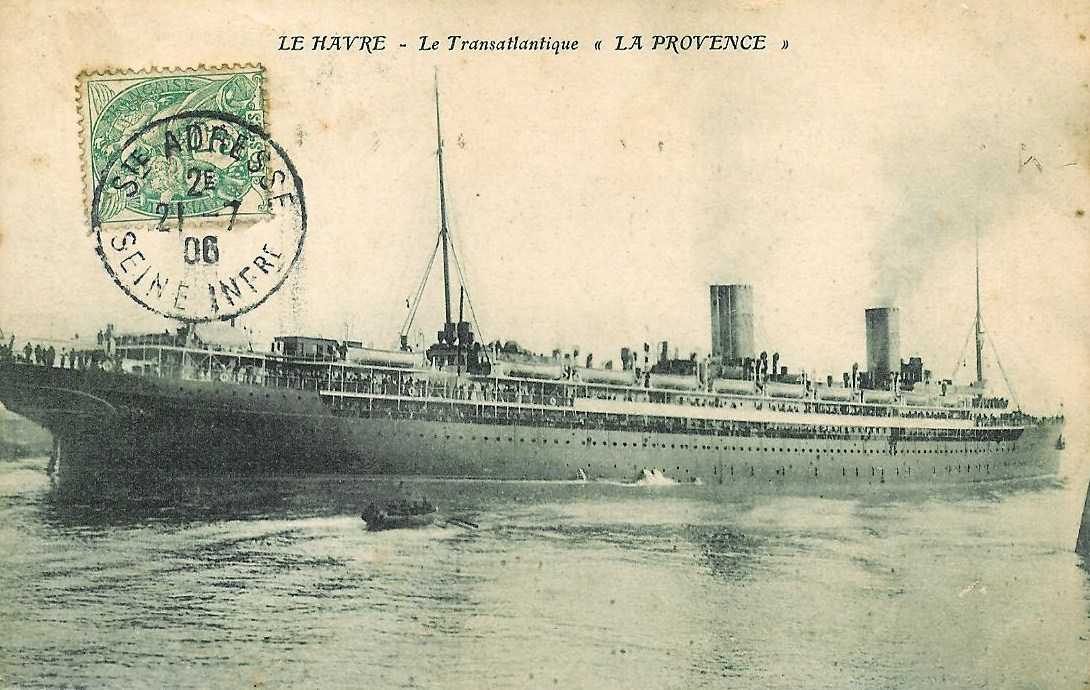
Der Ozeandampfer La Provence (1906)

Das Dampfschiff La Provence wurde auf der Werft Chantiers & Ateliers de Penhoët in Saint-Nazaire gebaut und war 183,85 Meter lang und 19,81 Meter breit. Es wurde von zwei vierzylindrigen Dreifachexpansions-Dampfmaschinen angetrieben, die 30.000 PS leisteten und eine Höchstgeschwindigkeit von 22 Knoten ermöglichten. Der Dampfer konnte 422 Passagiere in der Ersten Klasse, 132 in der Zweiten Klasse und 808 in der Dritten Klasse befördern. Sie wurde als Ergänzung der beiden Schwesterschiffe La Lorraine und La Savoie für den Expressdienst von Le Havre nach New York gebaut.
Das Schiff hatte zwei Masten, zwei Schornsteine und zwei Propeller und war der erste Passagierdampfer der CGT-Flotte mit einer Vermessung von über 13.000 BRT. Sie wurden an Größe erst von der 1912 in Dienst gestellten France (24.666 BRT) übertroffen. Die La Provence übertraf an Dimension, Geschwindigkeit und Luxus alle bisherigen französischen Passagierschiffe. Außerdem war sie das erste Schiff der Compagnie Générale Transatlantique, das mit einem Apparat für drahtlosen Funk ausgerüstet wurde.

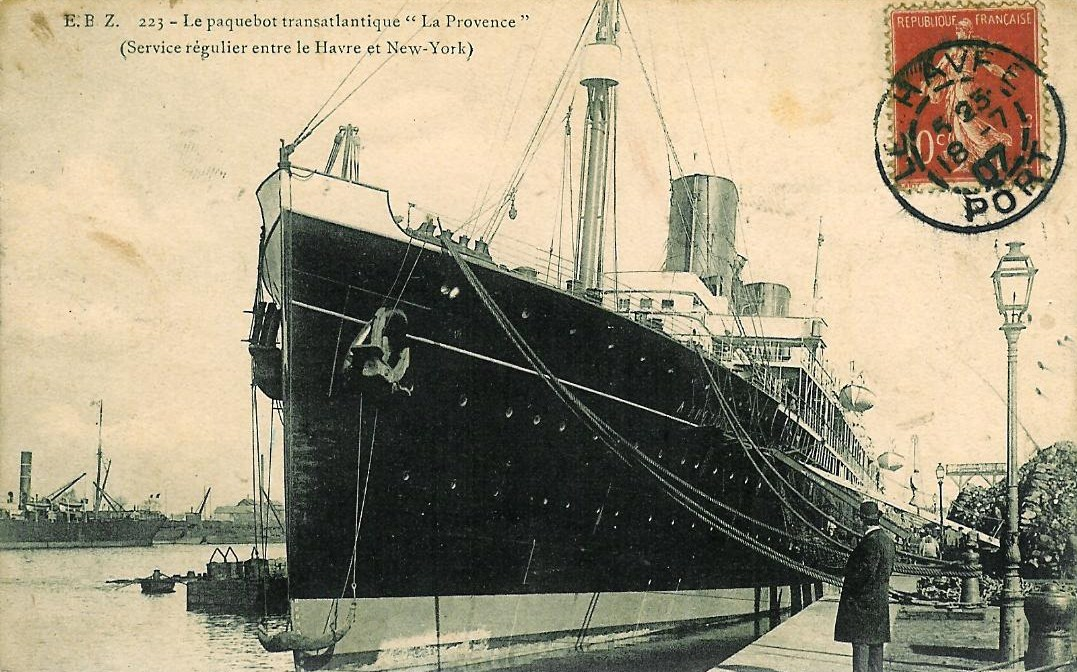
Postkarte aus dem Jahr 1907

Am 21. März 1905 lief die La Provence vom Stapel und am 21. April 1906 lief sie in Le Havre zu ihrer Jungfernfahrt nach New York aus. Auf der Rückreise ihrer zweiten Atlantiküberquerung lieferte sich die La Provence ein Rennen mit dem HAPAG-Dampfer Deutschland, das sie mit vier Stunden Vorsprung gewann. Sie schaffte die Überfahrt in sechs Tagen, drei Stunden und 22 Minuten bei einer Höchstgeschwindigkeit von 21,71 Knoten. In den frühen Morgenstunden des 15. April 1912 empfing die La Provence eines der ersten Notsignale der sinkenden Titanic. Sie war jedoch zu weit weg, um Hilfe leisten zu können. Am 6. Juni 1914 legte sie zu ihrer letzten Fahrt in Friedenszeiten ab.

## Truppentransporter
Am 2. August 1914 wurde die La Provence in Le Havre von der französischen Marine als Truppentransporter angefordert und in Provence II umbenannt, da es bereits ein französisches Schlachtschiff mit dem Namen Provence gab. Das Schiff wurde mit fünf 140-mm-Kanonen, zwei 57-mm-Kanonen und vier 47-mm-Kanonen bestückt. Für den Rest des Jahres patrouillierte sie in den Gewässern um Sizilien.  Im April 1915 brachte sie Truppen und Ausrüstung zu den Dardanellen für die bevorstehende Schlacht von Gallipoli. Ab Oktober 1915 beförderte sie Soldaten nach Griechenland.
Am 23. Februar 1916 lief die Provence II in Toulon zu einer weiteren Truppenfahrt nach Thessaloniki aus. An Bord waren neben der Besatzung Soldaten des 3e Régiment Colonial und des 372ème Régiment Principalement. Das Kommando hatte der 50-jährige Fregattenkapitän (capitaine de frégate) Marie Henri Vesco, ein Träger des Offizierskreuzes der Ehrenlegion. Drei Tage später, am 26. Februar 1916, wurde die Provence II 65 Seemeilen südwestlich der Landzunge Kap Matapan an der Südspitze der griechischen Halbinsel Peloponnes von dem deutschen U-Boot U 35 unter dem Kommando von Kapitänleutnant Lothar von Arnauld de la Perière torpediert. Das große Schiff sank innerhalb von 17 Minuten, wobei der größte Teil der Menschen an Bord ums Leben kam. Die Überlebenden wurden von der Canada der Compagnie Cyprien Fabre gerettet.

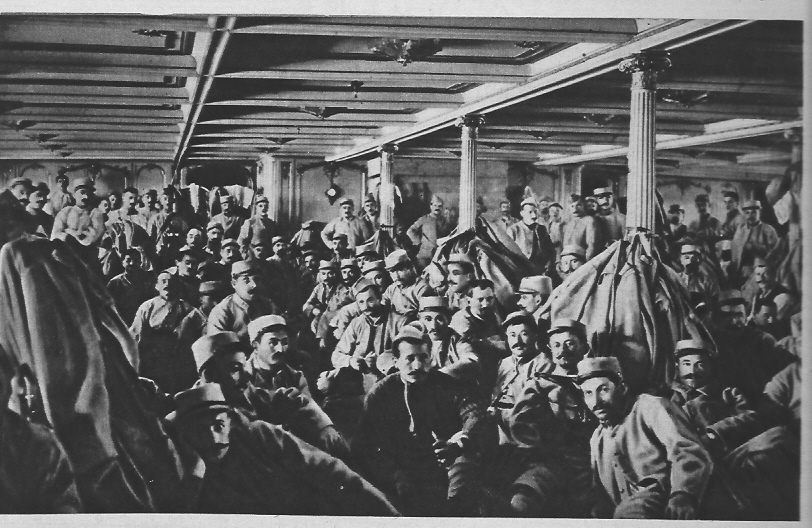
Französische Soldaten an Bord der La Provence (aus Le Miroir, Nr. 104 vom 21. November 1915, Seite 4)

Sowohl die Zahl der Todesopfer als auch die der Menschen insgesamt an Bord variiert in den verschiedenen Quellen. Die Zahl der Toten wird mit 830, 990, 1059 und sogar bis zu 3100 angegeben, auch wenn die letztere Angabe eher unwahrscheinlich erscheint. In den meisten Quellen wird von insgesamt 1700 Personen ausgegangen, von denen etwa 1000 bei dem Untergang umkamen, darunter auch Kapitän Vesco. Nach der ebenfalls französischen Gallia (14.966 BRT) war die La Provence das zweitgrößte von U 35 versenkte Schiff und ist zudem unter den 25 größten im Ersten Weltkrieg durch deutsche U-Boote versenkten Schiffen.